# La Postolle
La Postolle ist eine französische Gemeinde mit 152 Einwohnern (Stand: 1. Januar 2022) im Département Yonne in der Region Bourgogne-Franche-Comté (vor 2016 Bourgogne). Sie ist Teil des Kantons Brienon-sur-Armançon (bis 2015: Kanton Villeneuve-l’Archevêque). Die Einwohner werden Postolliers genannt.

## Geografie
La Postolle liegt etwa 20 Kilometer nordöstlich von Sens und etwa 56 Kilometer westlich von Troyes. Umgeben wird La Postolle von den Nachbargemeinden Perceneige im Norden, Saint-Maurice-aux-Riches-Hommes im Nordosten, Lailly im Osten und Südosten, Voisines im Süden und Südwesten sowie Thorigny-sur-Oreuse im Westen.

## Bevölkerungsentwicklung
| Jahr                       | 1962 | 1968 | 1975 | 1982 | 1990 | 1999 | 2006 | 2013 |
| Einwohner                  | 162  | 135  | 117  | 109  | 118  | 136  | 154  | 140  |
| Quellen: Cassini und INSEE |      |      |      |      |      |      |      |      |

## Sehenswürdigkeiten
- Kirche Saint-Joseph-et-Saint-Fiacre

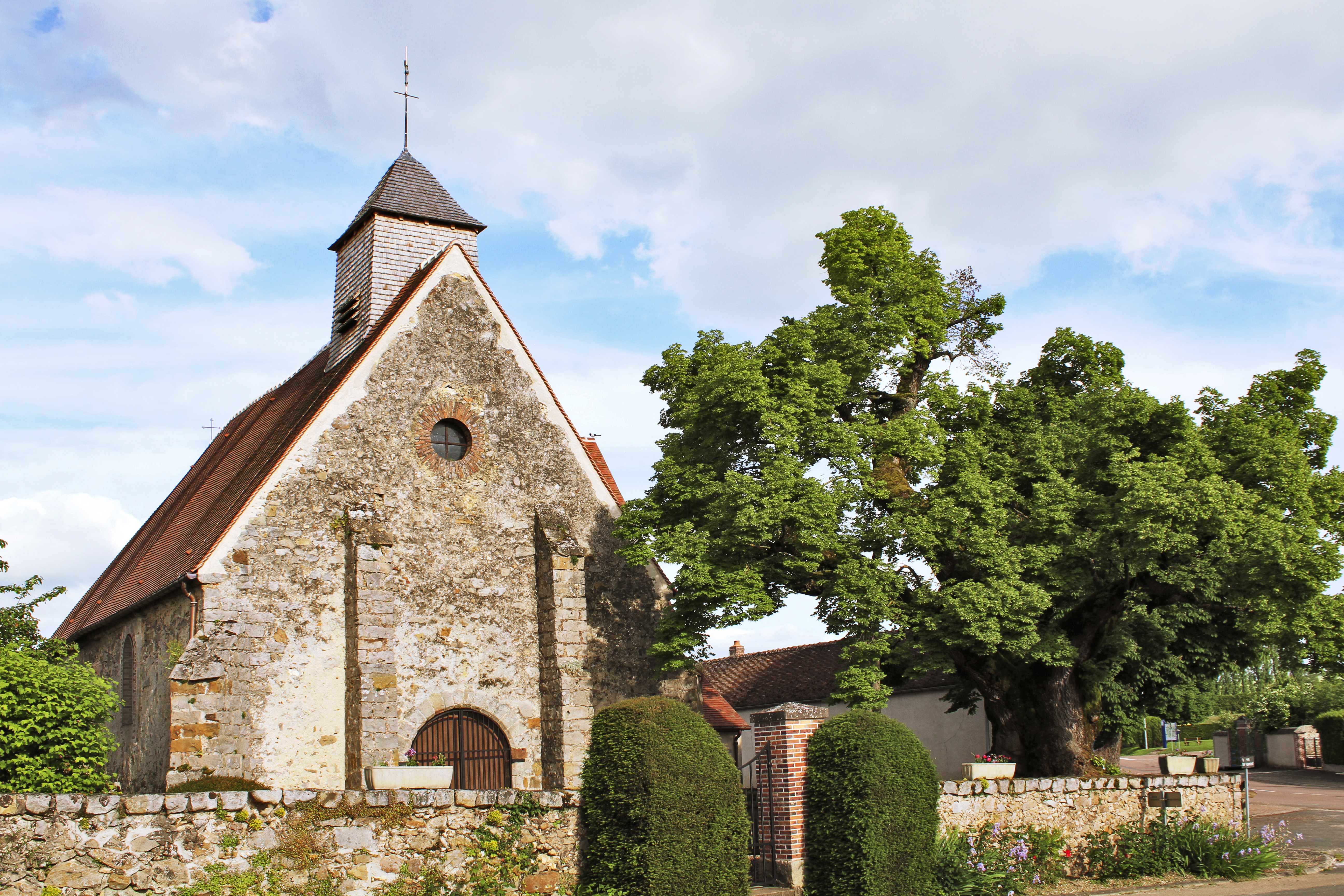
Kirche Saint-Joseph-et-Saint-Fiacre

- Höhlenwohnungen